# 11914 Sinachopoulos
11914 Sinachopoulos este un asteroid din centura principală de asteroizi.

## Descriere
11914 Sinachopoulos este un asteroid din centura principală de asteroizi. A fost descoperit pe 2 septembrie 1992 la Observatorul La Silla de Eric Walter Elst. Asteroidul prezintă o orbită caracterizată de o semiaxă mare de 2,28 ua, o excentricitate de 0,12 și o înclinație de 0,7° în raport cu ecliptica.